# 鹿兒停留場
鹿兒停留場（日语：／ Kako teiryūjō */?），是位於高知縣高知市大津，土佐電交通後免線的電車站。

## 歷史
此電車站在1910年（明治43年）10月，由土佐電交通的前身土佐電氣鐵道葛島橋西詰停留場至鹿兒停留場之間開通，此電車站同時啟用。當時路線以此為終點站。在2個月後的12月，路線從此站延伸至大津停留場（已廢止，參見領石通停留場）。
此電車站在1943年（昭和18年）一度暫停服務，後來再次復活。
- 1910年（明治43年）
  - 10月15日 - 葛島橋西詰至此電車站之間開通，土佐電氣鐵道電車站啟用[1][2]。
  - 12月4日 - 此電車站至大津之間開通，成為中途站[1]。
- 1943年（昭和18年）1月16日 - 電車站暫停服務[1][2]。
- 1949年（昭和24年）2月22日 - 電車站恢復服務[2]。在另一份資料中指出，恢復服務的認可日為1951年8月23日[1]。
- 1997年（平成9年） - 後免町方向乘車處設置月台[3]。
- 2014年（平成26年）10月1日 - 土佐電氣鐵道、高知縣交通（日语：高知県交通）和土佐電Dream Service（日语：土佐電ドリームサービス）合併，土佐電交通成立[4]。成為土佐電交通的電車站。

## 電車站構造
電車站是建造在專用路軌和共用道路上，設有2面2線的相對式乘車處。電車站北邊是後免町方向月台，南邊是播磨屋橋方向月台。後免町方向的乘車處於1997年設置了月台。

## 電車站周邊
「鹿兒」是在《土佐日記》中曾經記載的地名，本來該地名以「水夫」標記，而「水夫」的日文讀法為。
電車站北邊為高知城東醫院。此電車站與鄰站田邊島通停留場之間設有鹿兒神社。後免線的路軌會途經神社的鳥居前。
- 高知市立大津中學
- 法照寺
- 舟入川
- 國道195號（日语：国道195号）
- 國道32號（日语：国道32号）
- 山田電機New高知本店

## 相鄰電車站
土佐電交通
後免線
舟戶－鹿兒－田邊島通

## 注腳
1. 1 2 3 4 5 6 7  《土佐電鉄が走る街 今昔》100・156-158頁
2. 1 2 3 4 5  今尾惠介（監修）. . 11 中国四国. 新潮社. 2009: 60. ISBN 978-4-10-790029-6 （日语）.
3. 1 2  . 高知新聞社. 1998: 84. ISBN 4-87503-268-4 （日语）.
4. ↑  上野宏人. . 毎日新聞 (毎日新聞社). 2014-10-02 （日语）.
5. 1 2  川島令三. . 【図説】 日本の鉄道. 第2巻 四国西部エリア. 講談社. 2013: 34・91頁. ISBN 978-4-06-295161-6 （日语）.
6. 1 2 3  《土佐電鉄が走る街 今昔》82-83頁